# Sorata Limitada
Sorata Limitada ist eine Bergbausiedlung im Departamento La Paz im südamerikanischen Andenstaat Bolivien.

## Lage im Nahraum
Sorata Limitada ist die sechstgrößte Siedlung des Municipio Mapiri in der Provinz Larecaja. Die Ortschaft liegt in unmittelbarer Nachbarschaft zur Stadt Santa Rosa de Mapiri auf einer Höhe von 1056 m am rechten Ufer des Río Mapiri, der flussabwärts in den Río Atén mündet. Sorata Limitada ergänzt sich mit drei weiteren kleinen Siedlungen zum Subkanton San Anselmo mit 910 Einwohnern.

## Geographie
Sorata Limitada liegt nordöstlich des Titicaca-Sees am Ostrand der Anden-Gebirgskette der Cordillera Real im Tiefland des Río Beni, eines der wichtigen Flüsse des Amazonas-Tieflandes.
Die mittlere Durchschnittstemperatur der Region liegt bei gut 23 °C (siehe Klimadiagramm Mapiri), der Jahresniederschlag beträgt knapp 1400 mm. Die Region weist einen wenig ausgeprägten Temperaturverlauf auf, die Monatsdurchschnittstemperaturen schwanken nur unwesentlich zwischen 21 °C im Juni und Juli und knapp 28 °C im November und Dezember, und auch die Tages- und Nachttemperaturen weisen nur geringe Schwankungen auf. Die Monatsniederschläge liegen zwischen unter 50 mm in den Monaten Juni und Juli und über 200 mm im Dezember.

## Verkehrsnetz
Sorata Limitada liegt in einer Entfernung von 350 Straßenkilometern nördlich von La Paz, der Hauptstadt des gleichnamigen Departamentos.
Von La Paz führt die teilweise asphaltierte Nationalstraße Ruta 3 in nordöstlicher Richtung 160 Kilometer über Cotapata bis Caranavi, von dort zweigt die unbefestigte Ruta 26 ab, die nach 70 Kilometern Guanay erreicht und auf weiteren 98 Kilometern nach Mapiri führt. Von Mapiri aus besteht eine unbefestigte Straßenverbindung über Ventanillani nach Santa Rosa de Mapiri und weiter nach Sorata Limitada.

## Bevölkerung
Die Einwohnerzahl der Ortschaft ist in dem Jahrzehnt zwischen den letzten beiden Volkszählungen unverändert geblieben:
| Jahr | Einwohner         | Quelle       |
| ---- | ----------------- | ------------ |
| 1992 | keine Detaildaten | Volkszählung |
| 2001 | 531               | Volkszählung |
| 2012 | 531               | Volkszählung |
| 2024 |                   | Volkszählung |

Die Region weist einen nennenswerten Anteil an Quechua-Bevölkerung auf, im Municipio Mapiri sprechen 43,5 Prozent der Bevölkerung Quechua.